# سياسة المخدرات الهولندية

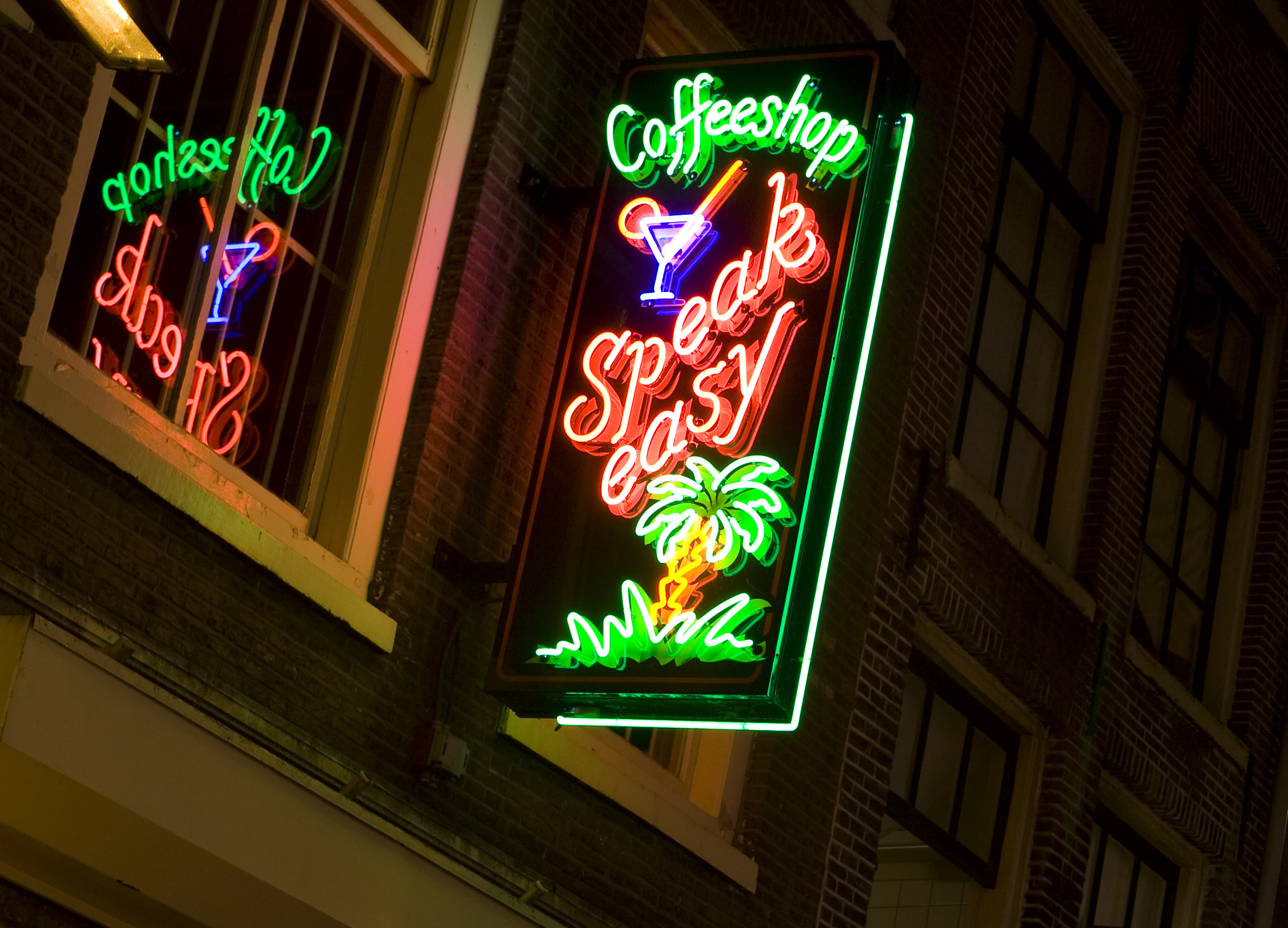
مقهى كانابيس في أمستردام، هولندا

سياسة المخدرات الهولندية لها أربعة أهداف رئيسية رسمياً:
1. لمنع تعاطي المخدرات الترفيهية وعلاج وإعادة تأهيل المخدرات الترفيهية المستخدمين.
2. للحد من الضرر للمستخدمين.
3. لتقليل الإزعاج العام من قبل متعاطي المخدرات (اضطراب النظام العام والسلامة في الحي).
4. لمكافحة إنتاج وتهريب المخدرات الترفيهية.

## المزيد من القراءات
- Bewley-Taylor, David R. and Fazey, Cindy S. J.: The Mechanics and Dynamics of the UN System for International Drug Control, 14 March 2003.
- Duncan, David F.; Nicholson, Thomas (1997)، "Dutch drug policy: A model for America?"، Journal of Health and Social Policy، ج. 8، ص. 1–15، مؤرشف من الأصل في 2017-09-17{{استشهاد}}:  صيانة الاستشهاد: أسماء متعددة: قائمة المؤلفين (link)